# Ä
الحرف Ä (أو ä) هي أحد الحروف الإضافية في الأبجدية اللاتينية. وهو عبارة عن حرف A وفوقه نقطتين مصفوفتين. يستخدم الحرف في الأبجدية الفنلندية والسويدية والألمانية والإستونية والسلوفاكية وهو حرف صائت. يلفظ الحرف Ä في اللغة الفنلندية [æ] ()، ويلفظ في اللغة الإستونية حسب اللهجة المستخدم، إما [æ] أو [ɛ]، ومثلها في الألمانية.